# Eseni
Eseni (hebrejski: אִסִּיִים, Isiyim; grčki: Εσσηνοι, Εσσαίοι ili Οσσαιοι; Essēnoi, Essaioi, Ossaioi) su bili jevrejska vjerska sekta koja je djelovala od 2. vijeka p. n. e. do 1. vijeka n. e., a koju je karakterisao asketizam i primitivni komunizam. Bila je daleko manje brojna od sadukeja i fariseja — druge dvije velike grupe u tadašnjem judaizmu. Iako su živjeli u skoro svim gradovima Judeje, isticali su se specifičnim načinom života koji je karakterisala zajednička molitva, asketizam, dobrovoljno siromaštvo, dnevna krštenja i odricanje od svjetovnih užitaka, odnosno celibat. Eseni su vodili častan život, voljeli jedni druge i odlikovali se uzdržanjem. Zbog toga se i nazivaju esenima, odnosno pravednicima. Vrlo često su se pod nazivom eseni nazivale i različite, ali ideološki srodne mesijanske i apokaliptičke grupe u Judeji. Trag im se zatire u 1. vijeku, pa se pretpostavlja da su kao jedni od glavnih sudionika stradali u Velikom ustanku.
U savremeno doba je pažnju na esene skrenulo otkriće Kumranskih svitaka koje predstavlja dragocjen izvor podataka o njihovim vjerovanjima i načinu života, odnosno ukazuju na velike sličnosti sa ranim hrišćanima. Zbog toga su predmet brojnih nagađanja o tome da su uticali na razvitak nove religije.

## Spoljašnje veze
- Dar blagoslova iz tradicije drevnih Esena
- Historical Facts on Essene Culture
- Encyclopedia Britannica: Essenes
- Catholic Encyclopedia: Essenes
- Jewish Encyclopedia: Essenes
- Scholar: The Essenes, Dead Sea Scroll 'authors,' never existed Архивирано на веб-сајту  (18. април 2010) - Haaretz, 13 March 2009.
- Essenes and Others: argues that the Hebrew original form of the name later spelled "Essenes" is in some Qumran scrolls as a self-designation.